# August Beyer (Architekt, 1834)

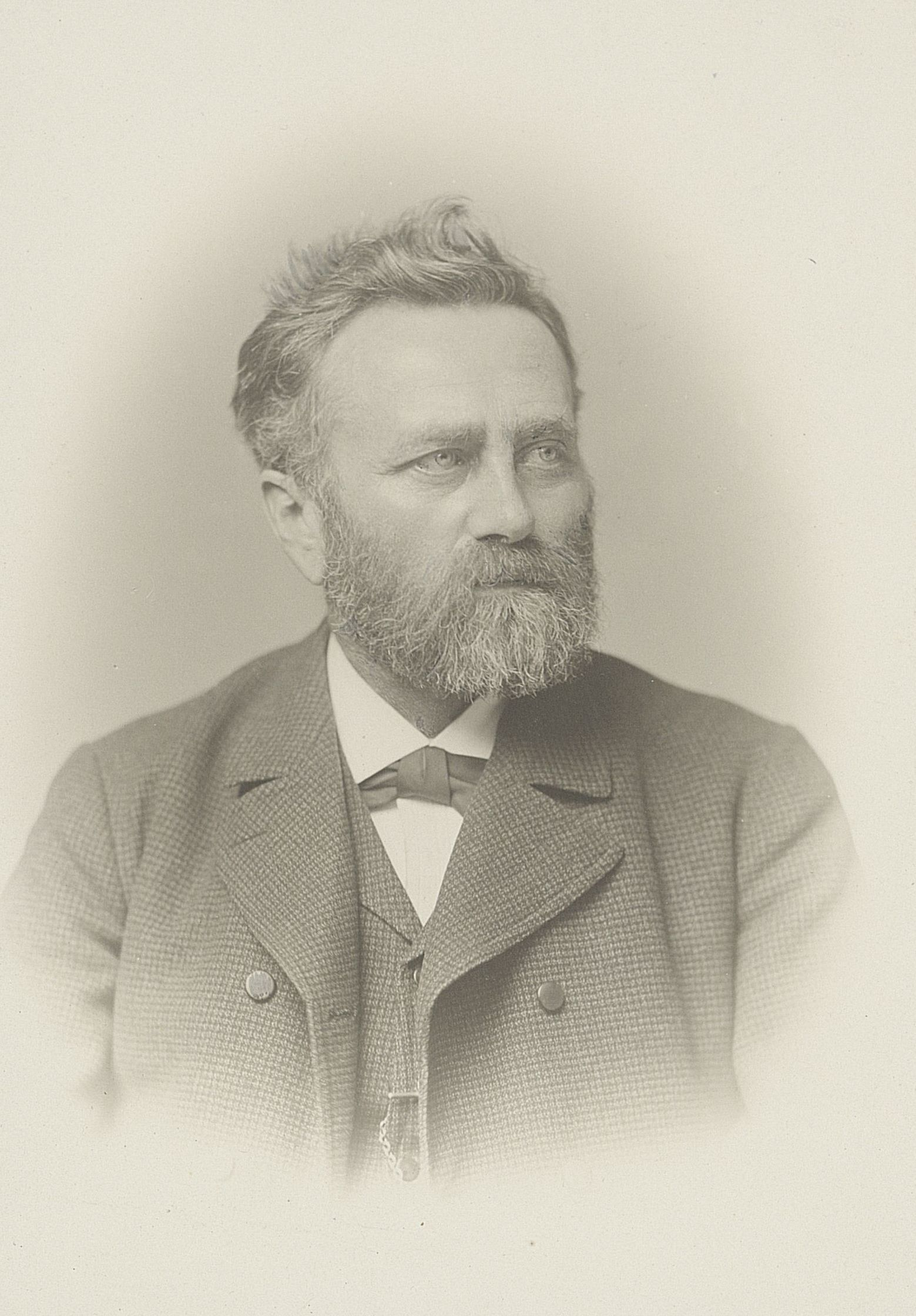
August Beyer, Foto von Hermann Brandseph

August Beyer (* 30. April 1834 in Künzelsau; † 18. April 1899 in Ulm) war ein neogotischer Baumeister. 

## Leben und Karriere
Beyer besuchte von 1851 bis 1855 die Baugewerkschule in Stuttgart. 1854 trat er als technischer Zeichner in die Dienste des Oberbaurates Joseph von Egle ein, wo er zur Herstellung von Aufnahmen im Ulmer Münster verwendet wurde. Die Aufnahmen Beyers sind im Atlas zur Kunst des Mittelalters in Schwaben erschienen. 1858 wurde er selbst Lehrer an der Baugewerkschule. Zwischen 1861 und 1864 unternahm er Studienreisen durch Deutschland, Belgien, Frankreich und Italien. Von 1864 an leitete er die Restaurierungsarbeiten am Kloster Bebenhausen. Ab 1865 war Beyer als Architekt in Stuttgart tätig, wo er unter anderem das Hotel Marquart, das königliche Olgastift und die Bauten des Pragfriedhofes ausführte. In den Jahren 1874 bis 1875 war er maßgeblich am Bau einer Arbeitersiedlung in Spandau beteiligt. In der Folge war er als Baumeister für die Vollendung des Ulmer Münsters verantwortlich, die 1890 mit der Aufsetzung der Kreuzblume auf dem höchsten Kirchturm der Welt erfolgte. In den Jahren 1886 bis 1894 wurde durch ihn eine umfassende Renovierung der Kilianskirche in Heilbronn durchgeführt, die er neogotisch umgestaltete. Er sorgte auch für die Fertigstellung des 100 Meter hohen Turms des Berner Münsters im Jahre 1893.
Beyer, der Professor war und für seine Leistungen in den Adelsstand erhoben wurde, war mit einer Tochter des Bebenhäuser Forstmeisters Tscherning verheiratet.

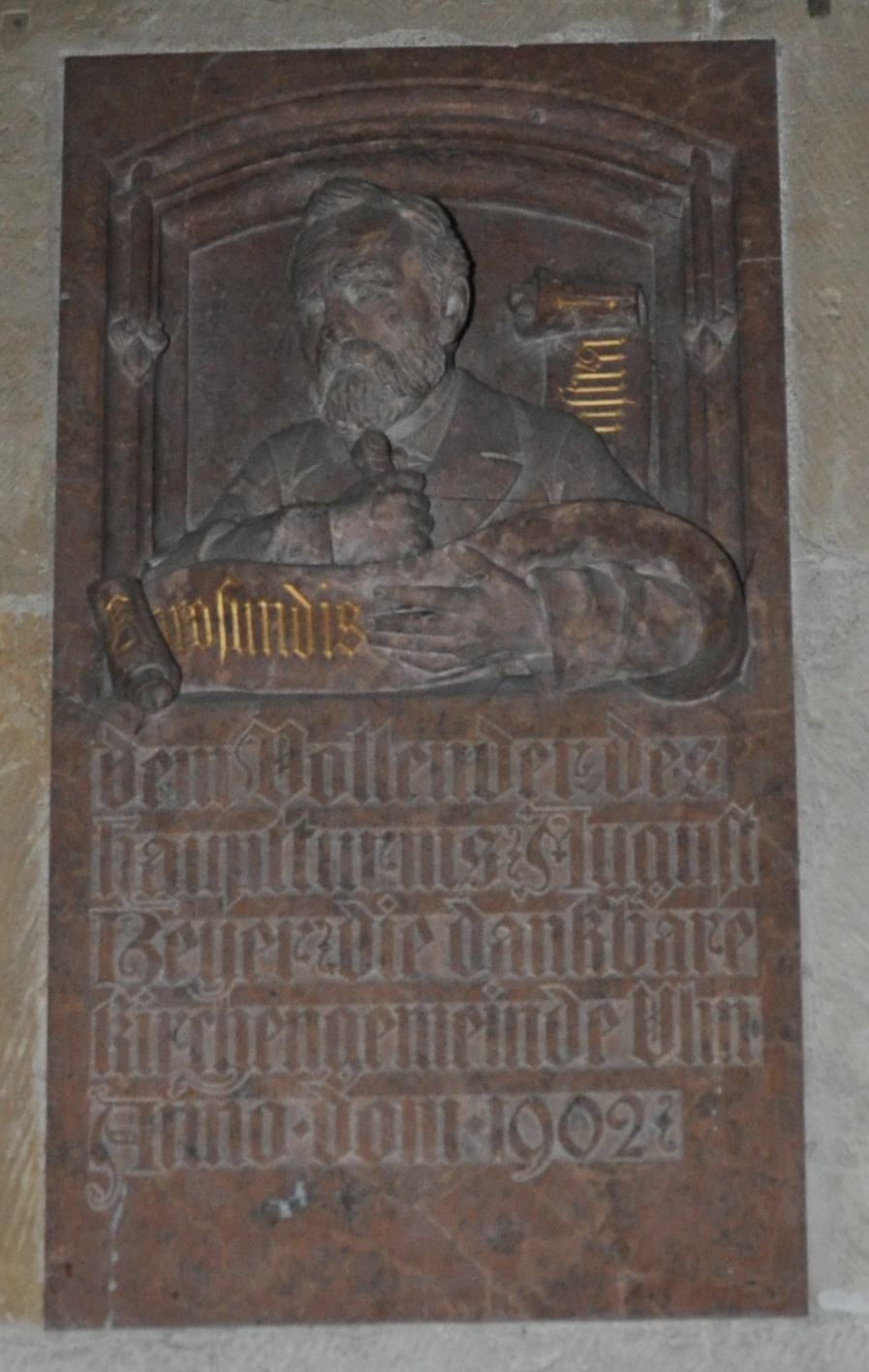
Gedenkstein im Ulmer Münster
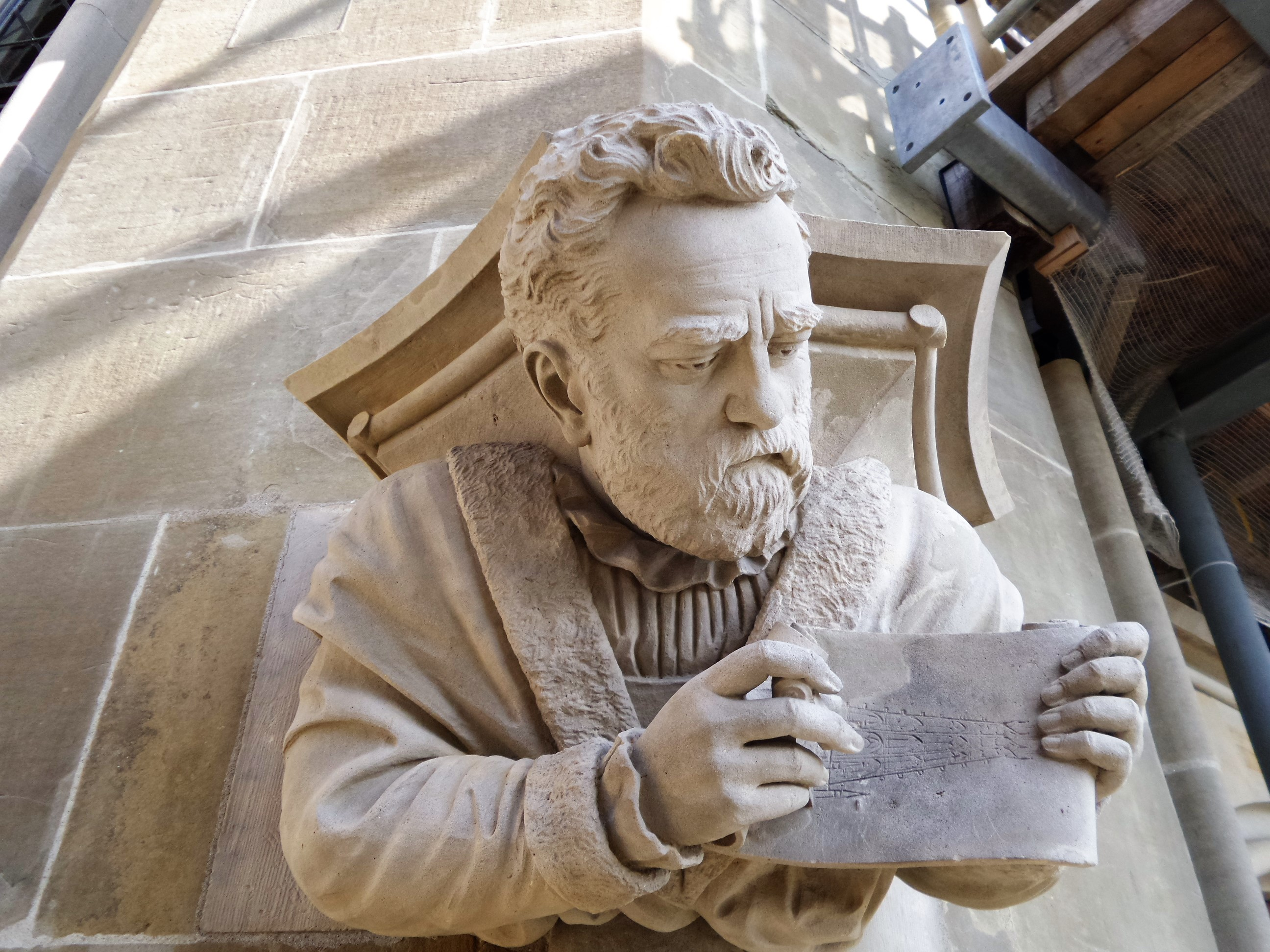
August Beyer, Skulptur am Berner Münster, Turm (Oktagon), Entwerfer der Turmspitze, Attribut: Zeichnung, Skizze